# Разговор мёртвых пальцев
«Разговор мёртвых пальцев» (англ. Dead Fingers Talk) — роман писателя бит-поколения Уильяма Берроуза. Как и все работы Берроуза того периода, книга написана в технике cut-up.
«Разговор мёртвых пальцев» составлен из фрагментов предыдущих романов писателя — «Голый завтрак», «Мягкая машина» и «Билет, который лопнул», наряду с некоторым новым материалом. По этой причине этот роман иногда считают сборником, что не верно, поскольку он является самостоятельным произведением; ввиду техники создания его сюжет, как и сюжет книг, из которых он был составлен, практически не поддаётся описанию.
Этот роман является одной из самых редких книг Берроуза — он почти не переиздавался с момента появления, не считая нескольких репринтных изданий в 1970-х.

## Факты
- Рок-группа Dead Fingers Talk назвалась в честь романа.
- В видеоигре Shadow Hearts: From The New World есть музыкальная тема, носящая название «Dead Fingers Talk».